# 米尔博
米尔博（法語：Mirebeau，法語發音：[miʁbo]），法国西部城市，新阿基坦大区维埃纳省的一个市镇，隶属于普瓦捷区，其市镇面积为13.84平方公里，2022年1月1日时人口数量为2,144人，在法国城市中排名第4,929位。
米尔博位于维埃纳省西北部，多条公路在此交汇。

## 地名来源
“米尔博”一名的最初来源尚不清楚，其拉丁语形式为“Mirabellum”，意为“地平线可见的地方”，可能与当地平坦的地形有关。于XX，后逐渐衍变成为Mirebeau。

## 历史

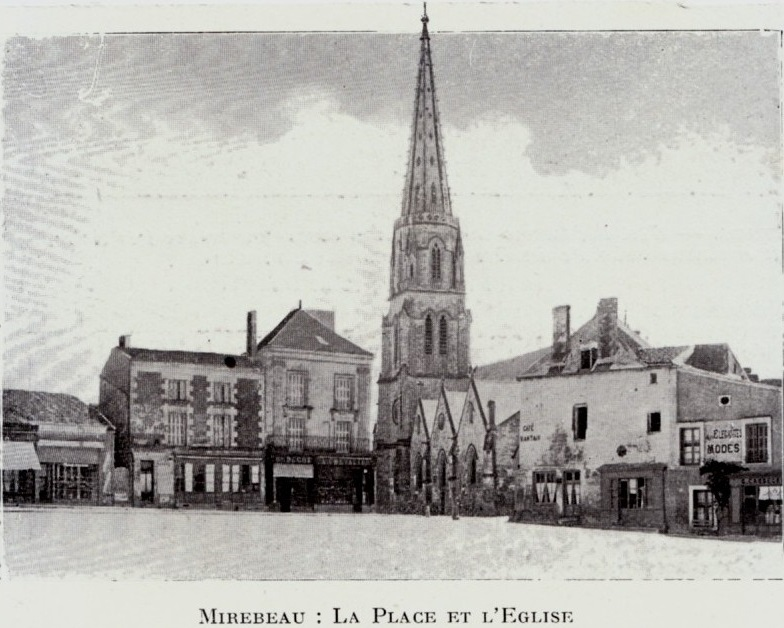
20世纪初的米尔博

米尔博建城于中世纪中期，彼时安茹伯爵在此修建了一处城堡。1202年7月中，布列塔尼公爵阿尔蒂尔一世率法军占领此城，围攻城堡内的祖母英格兰王太后阿基坦的埃莉诺，但8月1日阿尔蒂尔的叔父英格兰国王约翰赶到，埃莉诺得救。约翰攻击敌军后方，全歼了阿尔蒂尔的军队，生擒阿尔蒂尔，一说于1203年4月将其杀死于狱中。阿尔蒂尔的姐姐布列塔尼的埃莉诺也在此战中被俘，再未获释。1572至1789年间，米尔博被划入索米尔主管区，隶属于安茹行省。法国大革命后，米尔博成为维埃纳省的一个市镇。1972至1979年间，昂巴尔、谢尔沃、屈翁、马索涅、迈索讷沃、瓦雷讷和武扎耶七个市镇曾并入米尔博。

## 地理

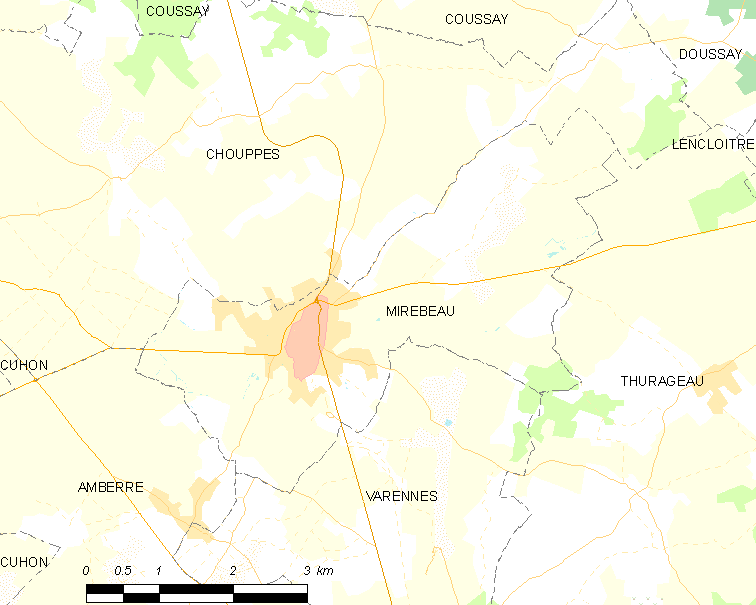
米尔博市镇范围地图

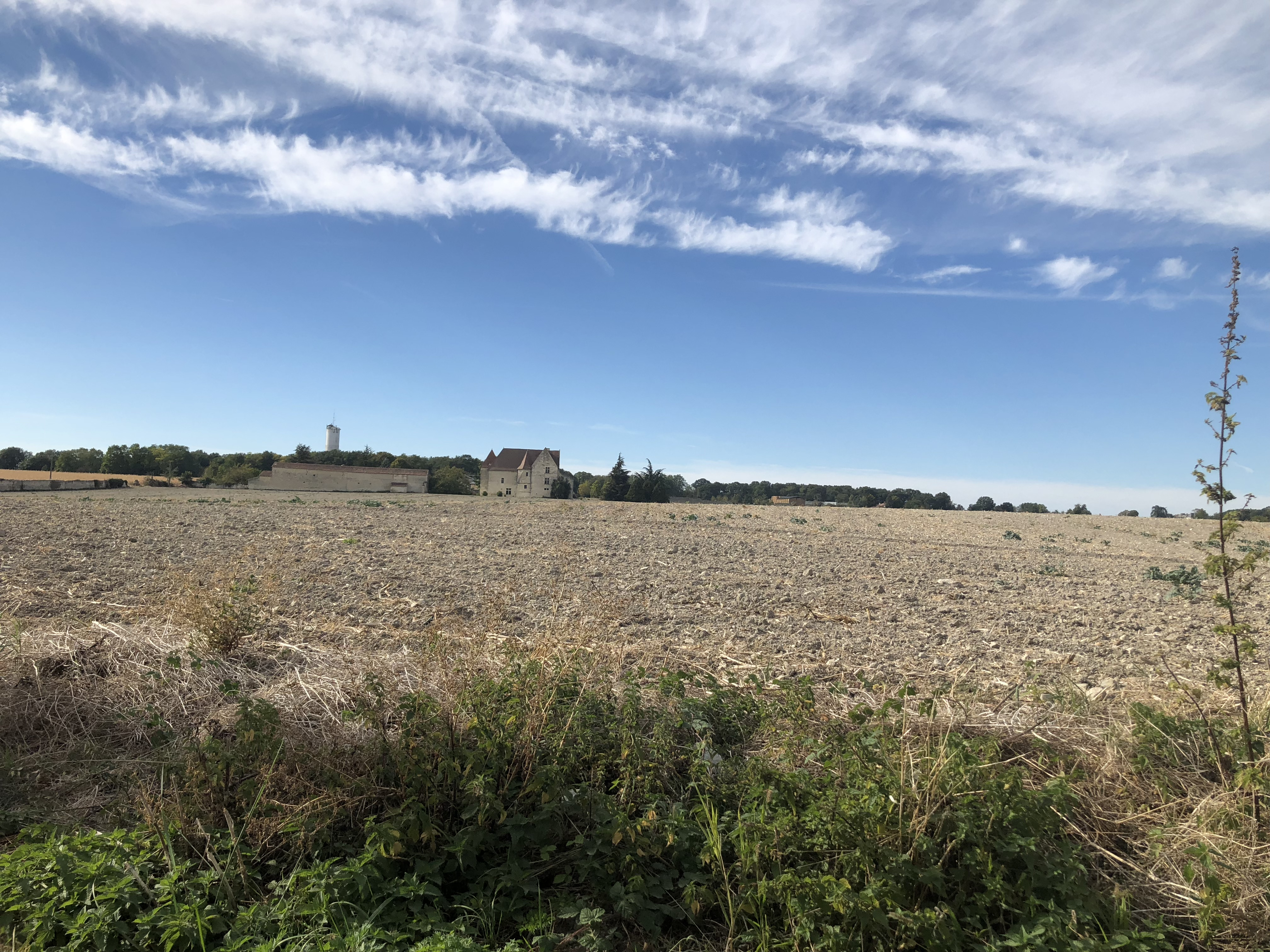
米尔博附近的田园景观

米尔博位于法国西部，新阿基坦大区北部和维埃纳省西北部，距离省会普瓦捷大约29公里。与米尔博接壤的市镇包括：昂贝尔、舒普、蒂拉若、圣马丁拉帕吕。

### 地形
米尔博位于普瓦图丘陵北部延伸地带，境内以浅丘为主，市镇中心地势较为平坦，全境海拔在89到158米之间。

### 水文
米尔博位于卢瓦尔河流域内，其支流图埃河与维埃纳河的分水岭地带，多条溪流发源于此地。

### 植被
米尔博属于温带阔叶混交林区，林地散落分布于市镇范围内多个区域。
在鲜花城市的评比中，米尔博暂未被评级。

### 气候
米尔博在柯本气候分类法中属于温带海洋性气候。

## 行政区划
米尔博是法国新阿基坦大区维埃纳省的一个市镇，编号为86160。米尔博隶属于普瓦捷区、维埃纳省第一选区以及米尼耶-欧克桑斯县，同时也是上普瓦图市镇公共社区的组成部分。
法国国家统计与经济研究所（简称）在进行数据统计时，将米尔博单独市镇设为米尔博城市核心区，但未其划入任何城市区（Aire urbaine）及城市辐射区（）内。此外，还将米尔博市镇整体看作一个“块区”（IRIS），以便于统计人口分布情况。

## 交通

### 公路
多条维埃纳省省道在米尔博境内交汇，新阿基坦大区下属的城际客运提供巴士线路，可前往周边部分市镇。
2018年，71%的米尔博家庭拥有至少一辆私人汽车。2019年，米尔博境内共发生各类交通事故3起，造成4人受伤。

### 铁路
距离米尔博最近的运营中的铁路客运车站为若奈-克朗站，该站位于巴黎－波尔多铁路上，停靠往返于普瓦捷和沙泰勒罗一线的区域列车。

### 航空
距离米尔博最近的民用航空站为普瓦捷机场，距离米尔博市中心的公路里程约27公里。

### 城市公共交通
截至2021年12月，米尔博暂无城市公共交通系统。

## 政治
米尔博的现任市长为达尼埃尔·吉拉尔多先生（Daniel Girardeau），他是共和党的一名成员，在2020年的市政选举中获得了52.59%的支持率。
在2017年的法国总统大选中，法国第25任总统埃马纽埃尔·马克龙在米尔博获得了56%的支持率。

## 人口
2018年，米尔博市镇人口数量为2,196，在法国排名第4,929位。其中男性1,037人，女性1,159人，75岁及以上人口占10.7%，外籍人口数量为458人，人口密度为159人/平方公里，当地居民被称为（男性）或（女性）。2019年，米尔博境内出生14人，死亡人口40人。
| 年份   | 1936  | 1946  | 1954  | 1962  | 1968  | 1975  | 1982  | 1990  | 1999  | 2005  | 2010  | 2015  | 2018  |
| ------ | ----- | ----- | ----- | ----- | ----- | ----- | ----- | ----- | ----- | ----- | ----- | ----- | ----- |
| 人口數 | 2,297 | 2,278 | 2,362 | 2,212 | 2,142 | 4,922 | 2,379 | 2,299 | 2,254 | 2,226 | 2,175 | 2,195 | 2,196 |

## 经济
截止2021年12月，米尔博地共有各类用人单位（包含自雇）342家，平均历史为17年，其中97.34%为中小型企业（PME）。（金属构件）、（食品加工）及（航空配件生产）是当地2020年营业额最高的三个企业，分别为37,689,368欧元、12,550,910欧元和3,539,377欧元。

## 财政与居民收入
2019年，米尔博的财政收入总额为2,776,910欧元，财政支出总额为2,541,380欧元，当年的债务总额为1,703,500欧元。2021年，米尔博共获得348,032欧元的国家财政补助，比上一年增加了2.13%。
2019年，米尔博的人均月收入总额为1,989欧元，其中高级职员为3,658欧元，低于法国平均水平（4,230欧元）；中级职员为2,176欧元，低于法国平均水平（2,411欧元）；普通职员为1,594欧元，亦低于法国平均水平（1,740欧元）。
2018年，米尔博境内的青壮年（15至64岁）失业率为13.9%，当地40.2%的家庭拥有纳税资格，平均纳税2,190欧元，低于法国平均水平（3,910欧元）。

## 社会事务

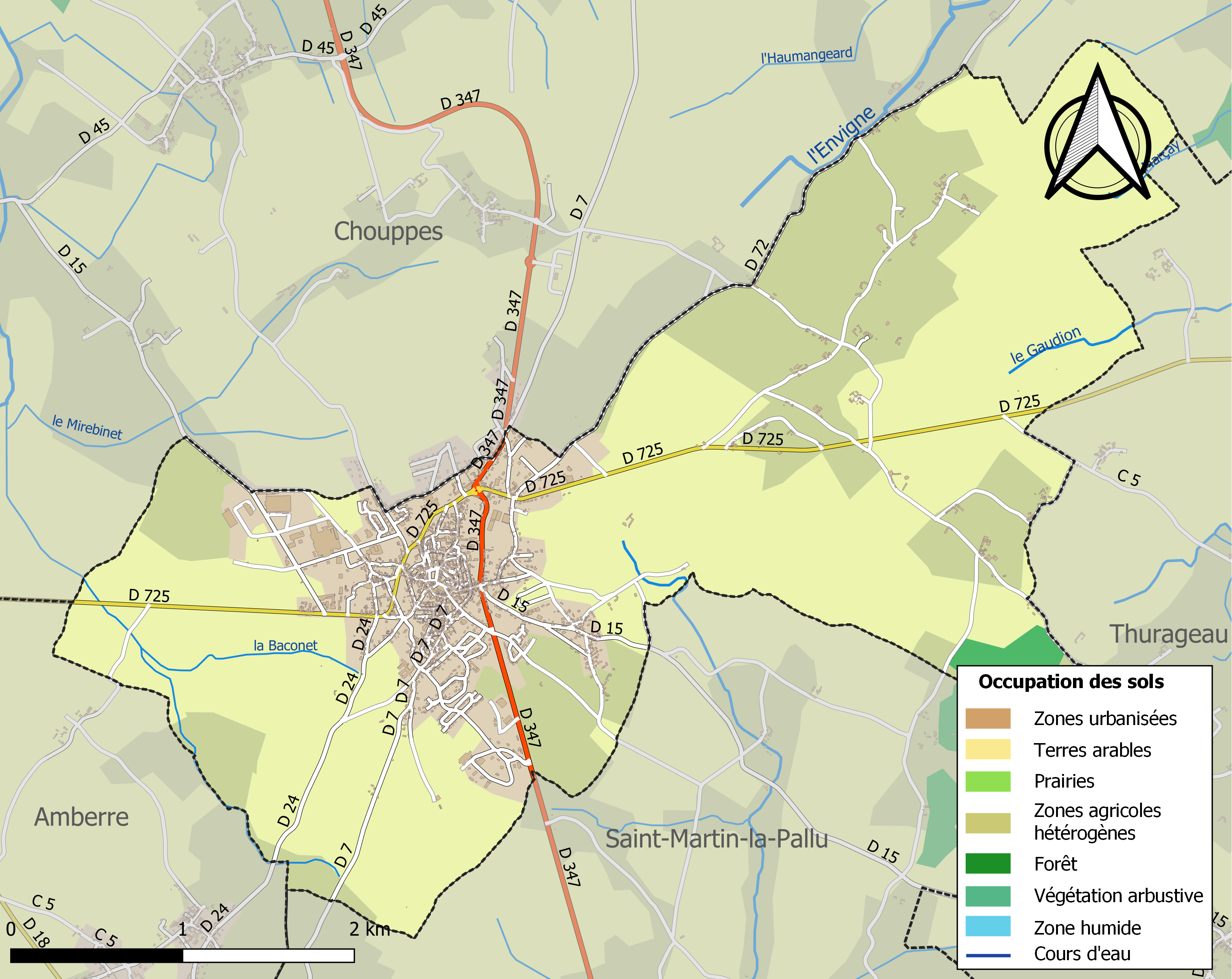
米尔博土地利用情况地图

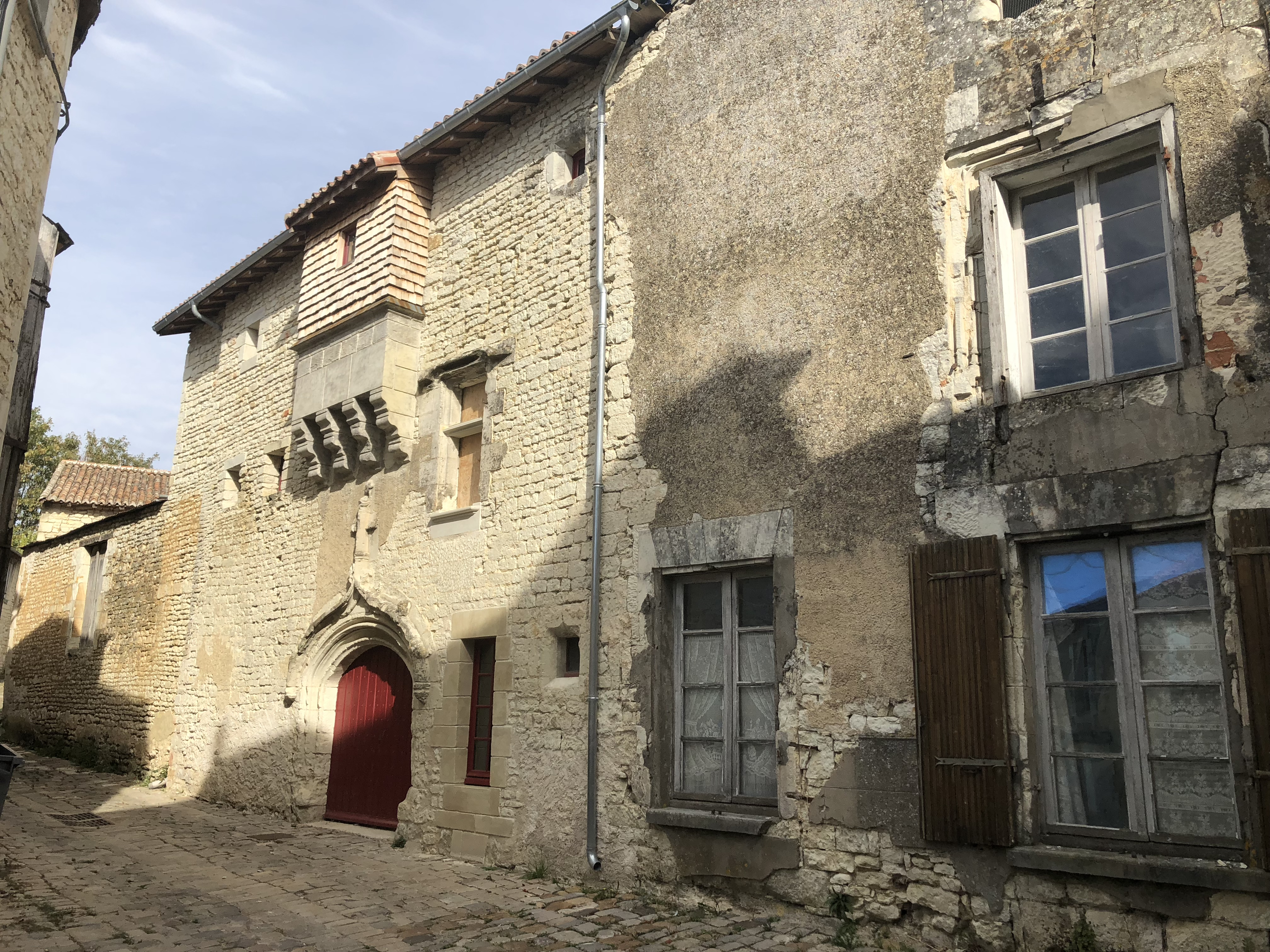
米尔博镇中心的一处建筑

### 教育
米尔博属于普瓦捷学区。截止2020年1月1日，米尔博境内共有1所幼儿园、2所小学和1所初级中学。2018至2019学年度，米尔博境内共有在校中等教育阶段学生358名。

### 医疗
截止2020年1月1日，米尔博境内共有全科医生6名、保健师5名、牙医2名、护士6名和助产士2名。境内共有药房1家、养老院1家。
距离米尔博最近的区域性医疗机构为普瓦捷中心医院（Centre Hospitalier Universitaire de Poitiers），其下属的卢丹病区距离米尔博的正常车程约30分钟，该院设有床位158个，是当地规模最大的公立综合性医院。

### 住房
2018年，米尔博境内共有各类住房1,189套，其中83.8%为独立式居民区，16.1%为集中式居民区。常住房屋占米尔博市镇范围内居民建筑总量的82.5%。
在住房保障政策方面，2020年，米尔博境内共有286户家庭获得了住房经济补助，受益人数占总人口数量的13%，其中273份为房租补助。

### 商业
2019年，米尔博境内共有各类实体商铺63家，其中餐厅6家、大型超市3家、杂货店1家、面包房4家、肉铺1家、装饰品店1家、银行门店3家、美容美发店6家、汽车维修店7家。市区南部建有一家欧尚超市。

### 体育
2020年，米尔博境内共有1间体育馆、1座综合体育场、6处网球场、1处足球或橄榄球场以及1处篮球或排球场。
截至2021年12月，米尔博体育联盟（U.S. Mirebeau）是当地唯一的注册足球队，2021至2022赛季参加维埃纳省足球联赛。

### 环境
米尔博的环境事务由其所属的公共社区负责。2019年，米尔博境内暂无污染企业。

### 治安
2019年，米尔博市镇范围内有1处宪兵队。
米尔博所在地是普瓦捷宪兵总队的管辖范围。2020年，该宪兵总队辖区内共76个市镇累计发生各类案件3,695起，其中盗窃类案件1,674起，经济类案件602起，毒品交易类案件194起。

## 文化

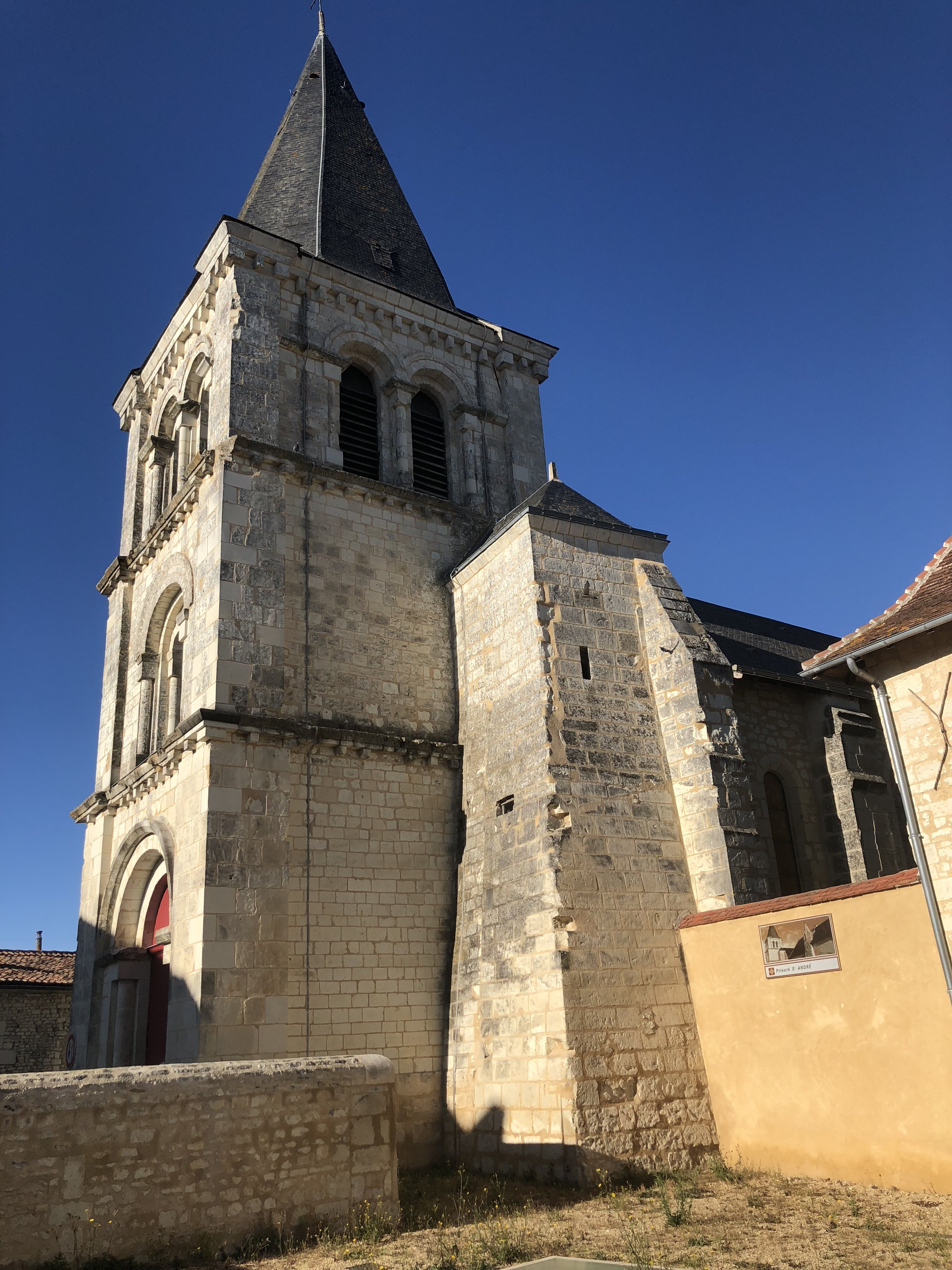
圣安德烈教堂

2020年，米尔博境内暂无任何文化设施。米尔博市政府提供多媒体中心，向公众全年开放。

### 建筑
米尔博境内有多处历史建筑，其中圣安德烈教堂（Église Saint-André de Mirebeau）是当地的地标性建筑物，也是法国国家文物保护单位。

### 旅游
米尔博的旅游事务由其所属的公共社区负责。2021年，米尔博境内暂无任何游客接待设施。

### 媒体
法国主要的媒体均可在米尔博接收，法国电视三台下属的新阿基坦大区频道在部分时段播出米尔博所属区域的地方新闻。

## 友好城市
截至2021年12月，米尔博共与四座城市互为友好城市关系：
- 德国 Regen
- 西班牙 门夫里利亚
- 魁北克省 Saint-Raymond
- 布吉納法索 Bassemyam